# Xã Trier, Quận Cavalier, Bắc Dakota
Xã Trier (tiếng Anh: Trier Township) là một xã thuộc quận Cavalier, tiểu bang Bắc Dakota, Hoa Kỳ. Năm 2010, dân số của xã này là 50 người.